# Fielding (Utah)
Fielding város az USA Utah államában, Box Elder megyében. Lakosainak száma 546 fő (2020. április 1.).

## Népesség
A település népességének változása:
| Lakosok száma | 455  | 444  | 546  |
|               | 2010 | 2012 | 2020 |